# Кордеро, Хуан
Хуан Непомусено Мария Бернабе дель Корасон де Хесус Кордеро де Ойос (исп. Juan Nepomuceno María Bernabé del Corazón de Jesús Cordero de Hoyos); 16 мая 1824, Тесьютлан, Мексика — 29 мая 1884, Койоакан, Мексика) — мексиканский художник и муралист, работавший в стиле классицизма. Его карьера начиналась в Риме и Флоренции.

## Биография
Родители Хуана Кордеро первоначально ожидали, что их сын присоединится к семейному бизнесу, но в итоге вынуждены были признать его талант и записали его в Академию Сан-Карлоса. К 1844 году он достиг такого уровня мастерства, что его отец собрал столько денег, сколько мог (по-видимому, даже продав семейное пианино) и отправил его учиться в Рим в Академию Святого Луки.

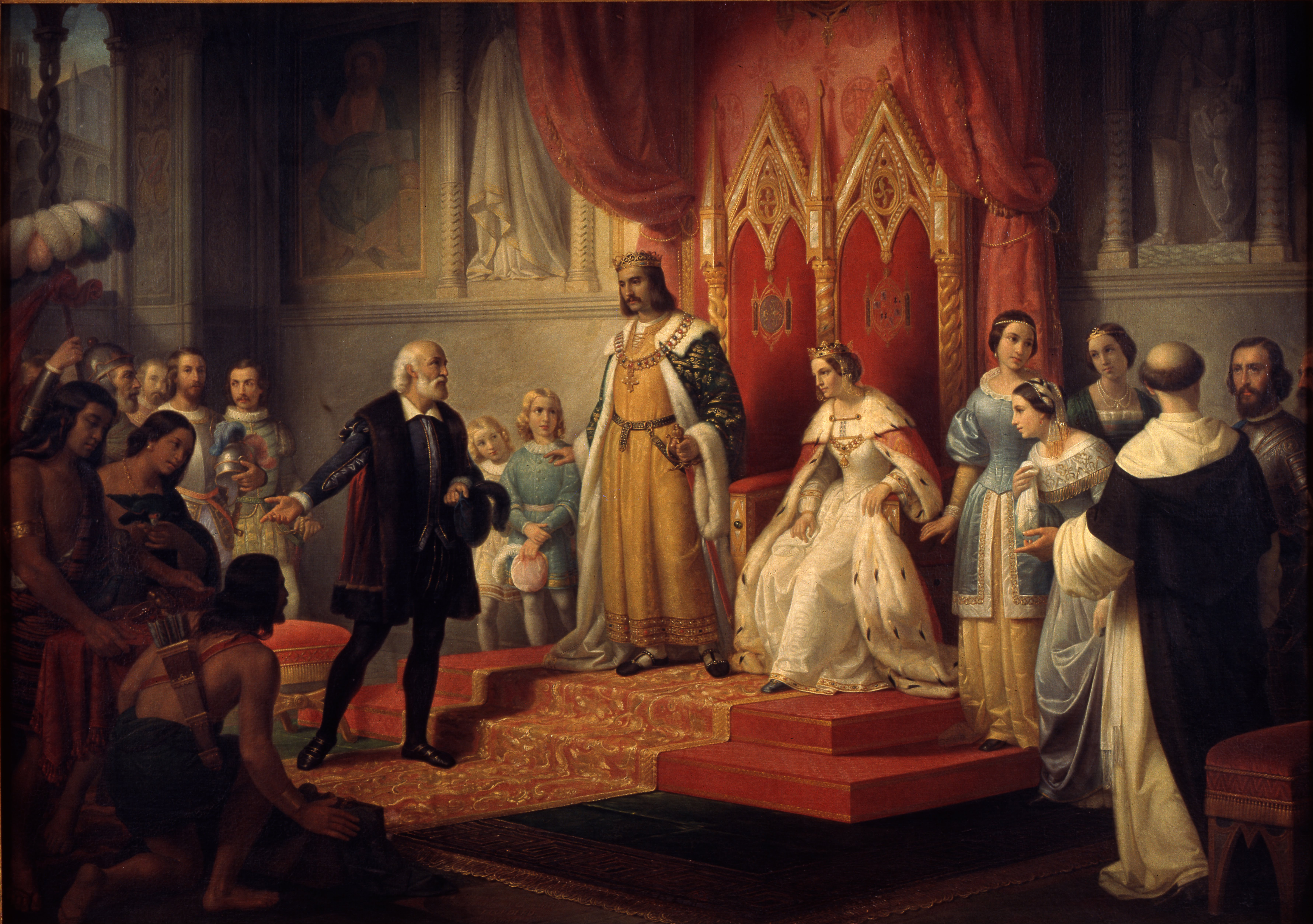
Колумб при дворе Католических монархов (картина написана в Италии в 1850—1851 годах)

Его главным учителем там был испанский художник Пелегрин Клаве, но Кордеро также попал под влияние движения назарейцев и Филиппо Агриколы. Позднее его работы были замечены бывшим президентом Мексики Анастасио Бустаманте, жившим тогда в изгнании. Бустаманте договорился, чтобы Кордеро получил место в мексиканской дипломатической миссии при Святом Престоле, что позволило ему остаться в Риме до 1853 года.
Он вернулся на родину с несколькими большими полотнами, которые он выставлял в Академии, имевшими большой успех. Это породило конкуренцию Кордеро с его бывшим учителем Клаве, который к тому времени также вернулся в Мексику и был директором Академии. Вскоре это соперничество приобрело политический подтекст, поскольку Кордеро был либералом, а Клаве — консерватором. Кордеро сделал попытку заменить Клаве на посту директора при поддержке генерала Санта-Анны, чей конный портрет он недавно написал, но совет Академии решил оставить Клаве.

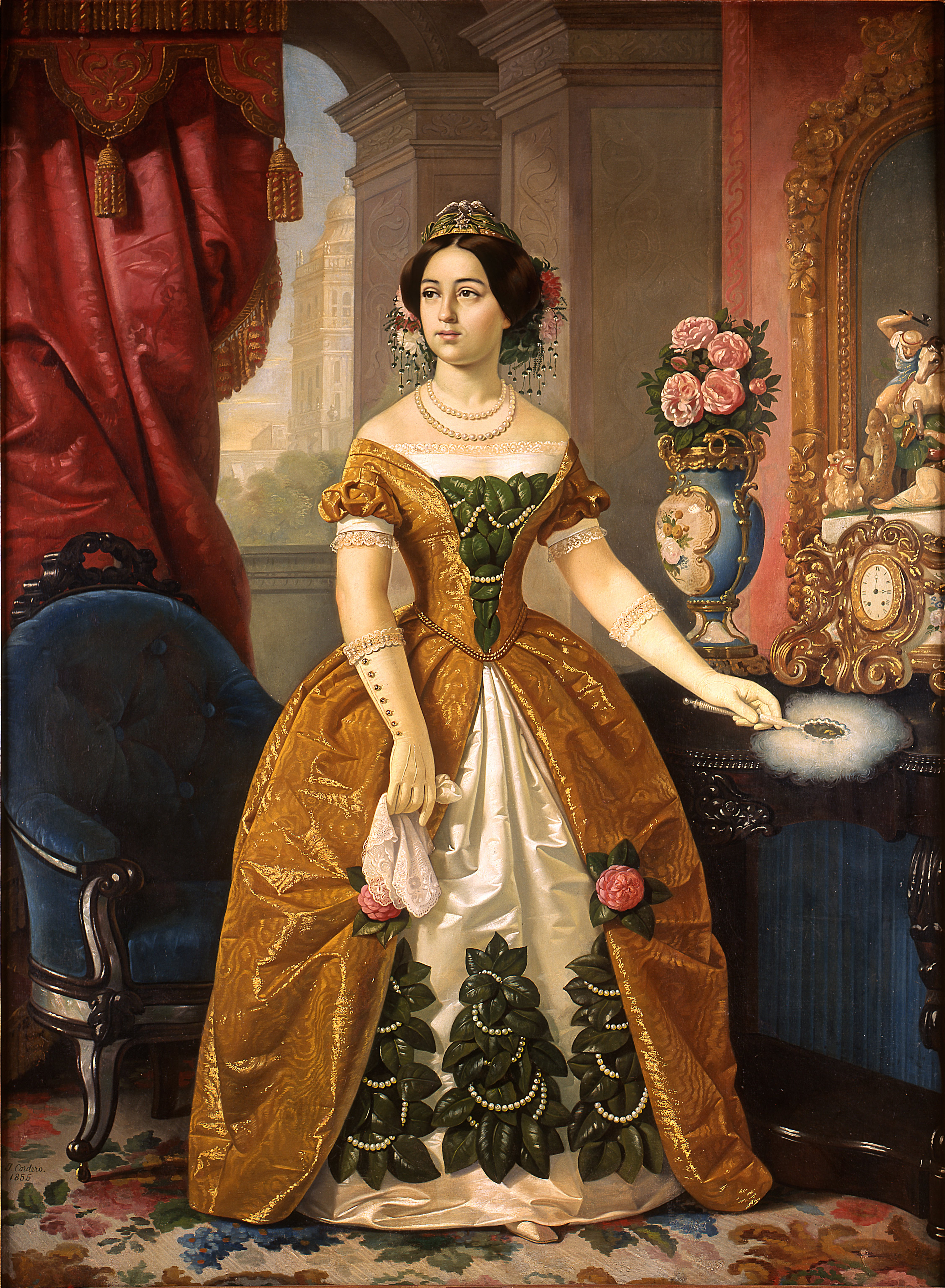
Портрет жены генерала Антонио Лопеса де Санта-Анны, доньи Долорес Тосты де Санта-Анны. (1855)

С 1860 по 1867 год Кордеро путешествовал по всей Мексике, создавая портреты. Затем он обратился к росписи стен, в том числе куполов в церкви Санта-Тереса-ла-Антигуа, которая была разрушена землетрясением в 1845 году и восстановлена испанским архитектором Лоренсо де ла Идальгой.
Он также был другом Габино Барреды, который в 1874 году попросил его написать фреску в Национальной подготовительной школе, которая позже станет домом для движения мексиканского мурализма. Она носила название «Торжество науки и промышленности над невежеством и ленью» и была первой мексиканской фреской на светскую философскую тему. В 1900 году она была уничтожена по распоряжению директора школы и заменена витражом. До своего исчезновения она, по-видимому, была скопирована Хуаном де Матой Пачеко (1874—1956), но нет уверенности, что его одноимённая картина является точной репродукцией работы Кордеро.
После 1875 года Кордеро перестал выставляться. Это могло служить реакцией на политическую ситуацию, созданную переворотом Порфирио Диаса в 1876 году. Большая ретроспективная выставка его работ была проведена во Дворце изящных искусств в Мехико в 1945 году.